# Vinařství Lahofer
Das Unternehmen Vinařství Lahofer a.s. (deutsch Weingut Lahofer) mit Sitz in Dobšice gehört zu den größten Weingütern in Tschechien. Es bewirtschaftet 430 ha Weinlagen in den südmährischen Weinorten Olbramovice (Wolframitz), Hostěradice (Hosterlitz), Kyjovice (Gaiwitz), Dobšice (Klein Teßwitz), Znojmo (Znaim), Dyje (Mühlfraun), Vrbovec (Urbau), Hrádek (Erdberg) und Dyjákovice (Groß Tajax) im Okres Znojmo. Kultiviert werden alle in Mitteleuropa gängigen Rebsorten. Den größten Anteil stellen mit 16 % Grüner Veltliner, 13 % Rieslinge und 10 % Müller-Thurgau. Die übrigen Sorten sind hauptsächlich Weißer Ruländer, Sauvignon, Mährischer Muskat, Grauer Ruländer, Neuburger, Welschriesling, Roter Traminer und Pálava sowie die seltenen Sorten Kerner, Dornfelder, Blauburger, Gelber Muskateller und Alibernet.

## Geschichte
Die Gesellschaft wurde im Jahre 2003 in Znojmo als První znojemská vinařská a.s gegründet. In den Jahren bis 2005 erfolgte die Markteinführung der ersten Prädikatsweine. 2006 wurde die neue Kellerei in Dobšice fertiggestellt. Zugleich verlegte das Unternehmen seinen Sitz von Znojmo nach Dobšice und änderte seinen Namen in Vinařství Lahofer a.s. Namensgeber war der aus Dobšice (Klein Teßwitz) stammende Holzschnitzer und Tischler Johann Lahofer (1732–1806), der zwischen 1784 und 1794 die barocke Bibliothek der Abtei Strahov gestaltete.
Im Jahre 2008 erwarb das Unternehmen ein mittelalterliches Bürgerhaus in der Znaimer Altstadt und eröffnete darin ein Jahr später das Hotel Lahofer. Durch den Erwerb weiterer Weinlagen, u. a. am Lampelberk, wuchs Vinařství Lahofer im Jahre 2014 zu einem der Weingüter des Landes an. Seit 2014 ist Lahofer auch Anteilseigner des Weingutes Hanzel in Miroslav. Die nach Plänen der Architekten Chybik + Kristof aus Brünn erfolgte Neugestaltung des Unternehmenssitzes in Dobšice wurde 2019 abgeschlossen; es ist einer der Kandidaten im Wettbewerb Bauwerk des Jahres 2020.
Das Weingut bewirtschaftet seit 2010 auch den auf 20 Jahre von der Stadt gepachteten historischen Paradies-Weingarten (Rajská vinice) auf den Terrassen unter der Znaimer St.-Nikolaus-Kirche. Im Jahre 2013 eröffnete ein Verkostungsaltan im Paradies-Weingarten. Weitere Verkostungen werden auf dem Lampelberk und den beiden Kellern des Hotels Lahofer angeboten.
Die Produktionskapazität des Weingutes liegt nach eigenen Angaben bei 800.000 Flaschen jährlich. Die Lahofer-Gruppe vermarktet Weine der Marken Lahofer und Hanzel, sie betreibt die Hotels Lahofer in Znojmo und Hanzel in Miroslav.